# Van Hool A600
De Van Hool A600 is een type stadsbus van de Belgische fabrikant Van Hool. Het was de opvolger van de Van Hool A120. Het bustype was als tweedeurs- en als driedeursversie verkrijgbaar. In 2001 kreeg dit bustype nog een makeover, waarbij de bussen voortaan geleverd werden in het nieuwe design, met de typeaanduiding newA600.

## Inzet
Het bustype werd veel in België ingezet. Zowel de nationale maatschappijen als de busexploitanten namen enkele exemplaren in hun vloot op. Ook werden er in totaal een vijftigtal exemplaren geëxporteerd.
Voor het Minder Hinder-programma waren er in 2004 verschillende exemplaren afkomstig uit Antwerpen door De Lijn uitgeleend aan verschillende exploitanten.

### België
| Bedrijf                         | Type                           | Serie                                                                | Aantal | Jaar                         | Inzet                              | Opmerking |
| ------------------------------- | ------------------------------ | -------------------------------------------------------------------- | ------ | ---------------------------- | ---------------------------------- | --- |
| A. De Voeght & Co               | newA600                        | 331338-331340                                                        | 4      | 2003                         | Vlaams-Brabant                     | |
| A Weyn & Zonen                  | newA600                        | 221753-221757                                                        | 5      | 2003                         | Oost-Vlaanderen                    | |
| A.M.T.                          | A600                           | 110107-110108                                                        | 2      | 1999-2000                    | Antwerpen                          | |
| Alpaerts                        | A600                           | 110819-110822                                                        | 4      | 1993, 1996, 1999, 2000       | Antwerpen                          | Ex-106119-106122 |
| Alpaerts                        | newA600                        | 110823-110824                                                        | 2      | 2003                         | Antwerpen                          | |
| Autobus De Schelde              | A600                           | 102980-102986 (780-786)                                              | 6      | 1991                         | Antwerpen                          | 102980-102985 ex-De Lijn 2594-2599 102986 ex-De Lijn 2819 |
| Autobus De Schelde              | A600                           | 102090-102095 (790-795)                                              | 6      | 1992-1993                    | Antwerpen                          | Ex-De Lijn 2825-2830 |
| Autobus De Schelde              | newA600                        | 111812, 111871-111872, 111849, 111851, 111885-111886, 111892, 111895 | 9      | 2002-2003                    | Antwerpen                          | 111812, 111871-111872, 111895 zijn ex-154112, 154171-154172, 154195 |
| Autobus De Schelde              | A600                           | 111856-111860                                                        | 5      | 1991-1992                    | Antwerpen                          | Ex-154156-154160 Afgevoerd op 111860 na |
| Autobus De Schelde              | newA600                        | 119913-119915, 119917                                                | 4      | 2003                         | Antwerpen                          | Ex-111313-111315, 111317 |
| Autobus Georges                 | newA600                        | 457178a                                                              | 1      | 2002                         | Henegouwen                         | In 2004 verkocht aan Autobusdiensten R. Melotte & Co |
| Autobus Latour                  | newA600                        | 558126                                                               | 1      | 2003                         | Namen-Luxemburg                    | |
| Autobus Peeters                 | newA600                        | 907119                                                               | 1      | 2003                         | Waals-Brabant                      | |
| Autobusbedrijf G. Mebis         | newA600                        | 441048-441051, 441053                                                | 5      | 2002-2003                    | Limburg                            | Omgenummerd tot 442048-442051, 442053 |
| Autobusdiensten R. Melotte & Co | newA600                        | 441510-441511, 441514-441515                                         | 4      | 2002-2003                    | Limburg                            | 441515 is ex-Autobus Georges 457178a |
| B&C                             | A600                           | 102147, 102150-102151                                                | 3      | 1991, 1997-1998              | Antwerpen                          | 102147 is afgevoerd |
| Bus De Polder                   | A600                           | 1380-1384                                                            | 5      | 2002                         | Antwerpen                          | |
| Cars Lux                        | newA600                        | 301905-301908, 302009-302013 331128, 331193                          | 6      | 2002-2004                    | Vlaams-Brabant                     | 331128 is ex 951128 |
| Cars Lux                        | newA600                        | 951128                                                               | 1      | 2002                         | Vlaams-Brabant                     | Omgenummerd tot 951128 |
| Ch. Mattheesen                  | A600                           | 101901-101907, 101902b                                               | 8      | 1990                         | Antwerpen                          | 101901-101907 ex-De Lijn 2389-2395 101902a ex-De Lijn 2370 101902a in 2005 na een ongeval afgevoerd |
| Ch. Mattheesen                  | A600                           | 102311-102317                                                        | 7      | 1990                         | Antwerpen                          | Ex-De Lijn 2396-2401 |
| Ch. Mattheesen                  | A600                           | 102721-102725                                                        | 2      | 1990, 1991                   | Antwerpen                          | 102721-102722 ex-De Lijn 2402-2403 102723-102725 ex-De Lijn 2574-2576 |
| Ch. Mattheesen                  | newA600                        | 110971-110975b, 110976b                                              | 5      | 2003                         | Antwerpen                          | 110976b is ex-Waaslandia Autobussen 222412 |
| Ch. Mattheesen                  | A600                           | 110980, 110982, 110987                                               | 3      | 1992, 1994, 2001             | Antwerpen                          | Ex-103123-103124, 103126 |
| Ch. Mattheesen                  | A600                           | 110977, 110981                                                       | 2      | 1993, 1996                   | Antwerpen                          | Ex-Vermeulen-Molengalm 107107-107108 |
| Ch. Mattheesen                  | A600                           | 110983                                                               | 1      | 1996                         | Antwerpen                          | Ex-Kruger Autobus 157243 |
| Comfort Cars                    | A600                           | 102519-102522                                                        | 4      | 1991                         | Antwerpen                          | 102519-102520 ex-De Lijn 2583-2584 102521-102522 ex-De Lijn 2589-2590 |
| Comfort Cars                    | A600                           | 105113                                                               | 1      | 1993                         | Antwerpen                          | Verkocht aan Liemal |
| DEBA-MEBO                       | A600                           | 151122b-151124b, 151129b,                                            | 4      | 1991, 1992, 1993, 1995       | Antwerpen                          | Afgevoerd |
| De Decker                       | newA600                        | 111109, 111183, 111189                                               | 3      | 2002-2003                    | Antwerpen                          | 111183 is ex-275183 b |
| De Decker                       | newA600                        | 221410, 221416, 221429, 221486, 221497                               | 5      | 2002-2003                    | Oost-Vlaanderen                    | 221429 is ex-275129 |
| De Duinen                       | newA600                        | 110276-110281                                                        | 6      | 2003                         | Antwerpen                          | 110280 is omgenummerd naar 100980 |
| De Hauwere                      | 111234: A600, 221238: New A600 | 111234, 221238                                                       | 2      | 2003                         | Oost-Vlaanderen                    | 111234 Reserve Rebex |
| De Lijn                         | A600                           | 2359-2360, 2370                                                      | 3      | 1990                         | Vlaams-Brabant                     | Ex-NMVB 2359-2360 afgevoerd 2370 overgeplaatst naar busexploitant Ch. Mattheesen Antwerpen |
| De Lijn                         | A600                           | 2389-2403                                                            | 15     | 1990                         | Antwerpen                          | Ex-NMVB Uitgeleend aan busexploitant Ch. Mattheessen |
| De Lijn                         | A600                           | 2404 - 2421                                                          | 17     | 1990                         | Ex-NMVB Limburg                    | |
| De Lijn                         | A600                           | 2422-2437                                                            | 16     | 1990                         | Ex-NMVB West Vlaanderen            | |
| De Lijn                         | A600                           | 2448-2451, 2453-2470                                                 | 21     | 1990                         | Oost-Vlaanderen                    | Ex-NMVB Enkele exemplaren werden in 2006 overgezet naar Vlaams-Brabant 2448 overgeplaatst naar de rijschool |
| De Lijn                         | A600                           | 2548-2557, 2560-2567, 2569, 2571, 2637-2658                          | 41     | 1991                         | Vlaams-Brabant                     | 2570 overgeplaatst naar West-Vlaanderen |
| De Lijn                         | A600                           | 2573-2593                                                            | 21     | 1991                         | Antwerpen                          | 2574-2576, 2578 uitgeleend aan busexploitant Ch. Mattheessen 2579-2582 uitgeleend aan busexploitant Oostmalle Cars 2583-2584, 2589-2590 uitgeleend aan busexploitant Comfort Cars 2591-2593 uitgeleend aan busexploitant Van Rompaye 2594-2599 uitgeleend aan busexploitant Autobus De Schelde 2594-2599 na teruglevering van Autobus De Schelde overgeplaatst naar West-Vlaanderen |
| De Lijn                         | A600                           | 2600-2622                                                            | 23     | 1991                         | Limburg                            | |
| De Lijn                         | A600                           | 2570, 2594-2599, 2623-2636                                           | 21     | 1991                         | West-Vlaanderen                    | |
| De Lijn                         | A600                           | 2819-2896                                                            | 78     | 1992-1993                    | Verschillende regio's              | 2819, 2825-2830 uitgeleend aan busexploitant Autobus De Schelde 2820-2824 uitgeleend aan busexploitant De Polder 2859 in 2001 na brand afgevoerd |
| De Lijn                         | A600                           | 2921-2930                                                            | 10     | 1993-1994                    | West-Vlaanderen                    | |
| De Lijn                         | A600                           | 2931-2933                                                            | 3      | 1993-1994                    | Limburg                            | |
| De Lijn                         | A600                           | 2934-2957                                                            | 24     | 1993-1994                    | Vlaams-Brabant                     | 2942-2944 zijn afgevoerd |
| De Lijn                         | A600                           | 3151-3186                                                            | 36     | 1994-1995                    | Vlaams-Brabant                     | |
| De Lijn                         | A600                           | 3432-3439                                                            | 8      | 1997                         | Limburg                            | Bestemd voor ritten op lange afstanden |
| De Lijn                         | A600                           | 3510-3535                                                            | 26     | 1998                         | Limburg                            | |
| De Lijn                         | A600                           | 3536-3569                                                            | 34     | 1998                         | Vlaams-Brabant                     | |
| De Lijn                         | A600                           | 3570-3576                                                            | 7      | 1998                         | Antwerpen                          | |
| De Lijn                         | A600                           | 3584-3605                                                            | 22     | 1999                         | Antwerpen                          | 3588 is afgevoerd |
| De Lijn                         | A600                           | 3606-3625                                                            | 20     | 1999                         | Oost-Vlaanderen                    | 3611 is afgevoerd |
| De Lijn                         | A600                           | 3627-3654                                                            | 29     | 1999                         | West-Vlaanderen                    | 3640 is afgevoerd |
| De Lijn                         | A600                           | 3655-3664                                                            | 10     | 1999                         | Limburg                            | |
| De Lijn                         | A600                           | 3689-3728                                                            | 40     | 2000                         | Antwerpen                          | 3689-3905 kregen als proef tussen september 2004 en augustus 2005 verschillende digitale filmkasten |
| De Lijn                         | A600                           | 3813-3820                                                            | 8      | 2000                         | Antwerpen                          | Bedoeld voor ritten op de lange afstand |
| De Polder                       | A600                           | 103434-103438                                                        | 5      | 1992-1993                    | Antwerpen                          | Ex-De Lijn 2820-2824 In 2005 terug ingeleverd |
| De Vlinder                      | newA600                        | 330902b, 330905-330906, 304120-304121                                | 5      | 2002-2003                    | Vlaams-Brabant                     | |
| De Vos Gebroeders               | newA600                        | 463127-463128                                                        | 2      | 2002                         | Limburg                            | |
| Diana Cars                      | newA600                        | 222304, 222308-222309, 222315-222317                                 | 6      | 2002-2003                    | Oost-Vlaanderen                    | Ex-221604, 221608-221609, 221615-221617 |
| Diana Cars                      | newA600                        | 222302-222303, 222306                                                | 2      | 2002                         | Oost-Vlaanderen                    | Ex-Van Mullem Autobussen 221902-221903, 221906 |
| Ganda Cars                      | newA600                        | 220450-220453                                                        | 4      | 2003                         | Oost-Vlaanderen                    | |
| Intratours                      | newA600                        | 301801-301803                                                        | 3      | 2004                         | Oost-Vlaanderen                    | |
| Intratours                      | newA600                        | 331594                                                               | 1      | 2002                         | Vlaams-Brabant                     | Voorheen 330194, daarvoor 902194 |
| Intratours                      | newA600                        | 331096                                                               | 1      | 2002                         | Vlaams-Brabant                     | Ex-902196 |
| Intratours                      | newA600                        | 331046-331047                                                        | 2      | 2002                         | Oost-Vlaanderen                    | Ex-956146-956147 |
| Intratours                      | newA600                        | 331004                                                               | 1      | 2004                         | Oost-Vlaanderen                    | |
| J. De Reys & Zn                 | A600                           | 111501, 111504-111506                                                | 4      | 1991, 2000                   | Antwerpen                          | Ex-153113-153115, 153118 111501 is ex-CFL |
| J. De Reys & Zn                 | newA600                        | 111507-111508                                                        | 2      | 2003-2004                    | Antwerpen                          | |
| KAV                             | A600                           | 110303-110304, 110310, 110316                                        | 4      | 1990, 1993, 1999             | Antwerpen                          | Ex-108103b-108104, 108110b, 108116 |
| KAV                             | newA600                        | 110324-110325                                                        | 2      | 2002-2003                    | Antwerpen                          | 110324 is ex-108124b |
| Klein Brabant                   | A600                           | 111239, 111241, 111243, 111246-111247                                | 5      | 1997, 1999, 2000             | Antwerpen                          | Ex-156143, 156146-156147 |
| Klein Brabant                   | newA600                        | 111248-111250                                                        | 3      | 2002-2003                    | Antwerpen                          | 111848 is ex-156148 en was de eerst newA600 |
| Kruger Autobus                  | newA600                        | 105454-105458                                                        | 5      | 2002                         | Antwerpen                          | Ex-100354-100358 |
| Kruger Autobus                  | newA600                        | 110501, 110506-110507, 110510, 110602-110605, 110609                 | 9      | 2003-2004                    | Antwerpen                          | |
| Kruger Autobus                  | A600                           | 110543-110545, 110553                                                | 4      | 1996, 2001                   | Antwerpen                          | Ex-157241, 157244-157245, 157253 110544-110545 zijn afgevoerd |
| Kruger Autobus                  | newA600                        | 110554, 110655-110656                                                | 3      | 2003                         | Antwerpen                          | Ex-Waaslandia Autobussen 222410-222411, 222414 |
| Kruger Autobus                  | A600                           | 110641-110642, 110646                                                | 3      | 1995-1996                    | Antwerpen                          | Ex-157240, 157242, 157246 110642 is afgevoerd |
| Kruger Autobus                  | A600                           | 157243                                                               | 1      | 1996                         | Antwerpen                          | Verkocht aan Ch. Mattheesen |
| Le Cinacien                     | A600                           | 503105                                                               | 1      | 1991                         | Namen-Luxemburg                    | Ex-TEC 4.714 |
| Liemal                          | A600                           | 110713-110716                                                        | 4      | 1993, 1997, 1998, 2000       | Antwerpen                          | Ex-105113-105116 110713 is ex-Comfort Cars 105113 en is buiten dienst 110714 is afgevoerd |
| Liemal                          | newA600                        | 110717                                                               | 1      | 2003                         | Antwerpen                          | Rijdt in opdracht van Comfort Cars |
| LIM Collard Lambert             | newA600                        | 608122-608123                                                        | 2      | 2002, 2004                   | Namen-Luxemburg                    | |
| LIM Collard Lambert             | newA600                        | 753110                                                               | 1      | 2004                         | Luik-Verviers                      | |
| NMVB                            | A600                           | 2356-2470                                                            | 45     | 1990                         | Verschillende regio's              | Over gegaan naar TEC en De Lijn. |
| NMVB                            | A600                           | 2484-2658                                                            | 175    | 1990                         | Verschillende regio's              | Over gegaan naar TEC en De Lijn. |
| NMVB                            | A600                           | 2684-2686                                                            | 3      | 1990                         | Wallonië                           | Over gegaan naar TEC. |
| Nuyens                          | A600                           | 158144-158146                                                        | 3      | 1990, 1992, 1993             | Antwerpen                          | |
| Oostmalle Cars                  | A600                           | 102109-102112                                                        | 4      | 1991                         | Antwerpen                          | Ex-De Lijn 2579-2582 |
| Robbrecht Autobussen            | newA600                        | 222001, 222005, 222018-222019                                        | 4      | 2002-2003                    | Oost-Vlaanderen                    | |
| STIL                            | A600                           | 401-490                                                              | 90     | 1990                         | Luik                               | In 1991 overgegaan naar TEC als 5.401-5.490 |
| Sylvae Tours                    | newA600                        | 221113, 221115                                                       | 2      | 2002                         | Oost-Vlaanderen                    | Rijdt in opdracht van VRBO |
| TCM Cars                        | A600                           | 759108                                                               | 1      | 1994                         | Charleroi                          | Verkocht aan TEC |
| TEC                             | A600                           | 4.050                                                                | 1      | 1991                         | Leswagen voor stalplaats Aarlen    | Ex-4.722 |
| TEC                             | A600                           | 4.053                                                                | 1      | 1991                         | Leswagen voor Namen                | Ex-4.740 |
| TEC                             | A600                           | 4.086                                                                | 1      | 1991                         | Dienstwagen voor stalplaats Aarlen | Ex-4.716 |
| TEC                             | A600                           | 4.700-4.704                                                          | 5      | 1990-1991                    | Namen-Luxemburg                    | 4.700-4.701 ex-NMVB 2357-2358 en waren bedoeld voor ritten op de lange afstand 4.702-4.704 ex-NMVB 2684-2686 In 2008 afgevoerd |
| TEC                             | A600                           | 4.705-4.743                                                          | 39     | 1991                         | Namen-Luxemburg                    | Afgevoerd 4.721, 4.724, 4.731, 4.732 en 4.735 zijn nog ultieme reserve 4.714 verkocht aan Le Cinacien 4.716 in 2007 omgebouwd tot dienstwagen 4.086 4.718 en 4.730 verkocht aan Classes Vertes, tijdens de omvorming waren de 4.729 en 4.739 tijdelijk uitgeleend 4.722 omgevormd tot leswagen 4.050 4.725 en 4.727 omgevormd tot leswagens in Namen 4.726 omgevormd tot dienstwagen 4.087 voor de stelplaats in Houffalize 4.736 doet nog dienst op enkele lijnen in Vresse-sur-Semois 4.740 tussen februari en juni 2008 dienst in Vresse, daarna lesbus 4.053 voor Namen |
| TEC                             | A600                           | 4.744-4.745                                                          | 2      | 1991                         | Namen-Luxemburg / Charleroi        | In 2004/2005 overgeplaatst naar Charleroi |
| TEC                             | A600                           | 5.401-5.490                                                          | 90     | 1990                         | Luik-Verviers                      | Ex-STIL 401-490 In 2010 zijn enkele bussen overgeplaatst naar Charleroi, resterende bussen zijn afgevoerd |
| TEC                             | A600                           | 5.491-5.492                                                          | 2      | 1991                         | Luik-Verviers                      | Ex-6386-6387 In 2006 overgeplaatst uit Waals-Brabant, vanwege het bustekort en tijdelijk in dienst tot de levering van de Irisbus Citelis in 2007 |
| TEC                             | A600                           | 5.495-5.500                                                          | 6      | 1991-1992                    | Luik-Verviers                      | Ex-6485-6490 In 2010 is een bus overgeplaatst naar Charleroi |
| TEC                             | A600                           | 5.501-5.518                                                          | 18     | 1991-1992                    | Luik-Verviers                      | Deels afgevoerd In 2010 zijn enkele bussen overgeplaatst naar Charleroi |
| TEC                             | A600                           | 6383-6387                                                            | 5      | 1991                         | Waals-Brabant                      | Oorspronkelijk bedoeld voor Henegouwen 6386-6387 in 2006 tijdelijk overgeplaatst naar Luik-Verviers als nummers 5.491-5.492 Resterende bussen afgevoerd |
| TEC                             | A600                           | 6484-6491                                                            | 8      | 1991-1992                    | Waals-Brabant                      | 6485-6490 in 2006 naar Luik-Verviers als 5.495-5.500 |
| TEC                             | A600                           | 7010-7020                                                            | 11     | 1991                         | Charleroi                          | Ex-TEC Luik-Verviers 7017 is overgeplaatst naar Waals Brabant |
| TEC                             | A600                           | 7372-7382                                                            | 11     | 1990                         | Charleroi                          | Afgevoerd 7379 doet nog dienst als dienstwagen |
| TEC                             | A600                           | 7383                                                                 | 1      | 1994                         | Charleroi                          | Ex-TCM Cars 759108 |
| Van Coillie                     | newA600                        | 550601-550602, 550612-550613, 550628-550629, 550941                  | 7      | 2003                         | West-Vlaanderen                    | Rijdt in opdracht van Connex West-Vlaanderen |
| Van der Straeten                | newA600                        | 221006-221007                                                        | 2      | 2003                         | Oost-Vlaanderen                    | |
| Van Mullem Autobussen           | newA600                        | 221902-221903, 221906-221907                                         | 4      | 2002                         | Oost-Vlaanderen                    | 221902-221903, 221906 verkocht aan Diana Cars 221907 verkocht aan Waaslandia Autobussen |
| Van Rompaye                     | A600                           | 102401-102403                                                        | 3      | 1991                         | Antwerpen                          | Ex-De Lijn 2591-2593 |
| Van Rompaye                     | A600                           | 110419-110426                                                        | 8      | 1993, 1995, 1996, 1999, 2000 | Antwerpen                          | Ex-159119-159126 |
| Van Rompaye                     | newA600                        | 110427-110430                                                        | 4      | 2002-2003                    | Antwerpen                          | 110427-110428 is ex-159127-159128 |
| Van Voorde                      | newA600                        | 221511-221512                                                        | 2      | 2003                         | Oost-Vlaanderen                    | |
| VBM                             | newA600                        | 441745-441747, 441849-441850                                         | 5      | 2003                         | Limburg                            | |
| Vermeulen-Molengalm             | A600                           | 107107-107108                                                        | 2      | 1993, 1997                   | Antwerpen                          | Verkocht aan Ch. Mattheesen |
| Waaslandia Autobussen           | newA600                        | 222410-222414                                                        | 5      | 2003                         | Oost-Vlaanderen                    | Ex-221810-221814 222410-222411, 222414 verkocht aan Kruger Autobus 222412 verkocht aan Ch. Mattheesen |
| Waaslandia Autobussen           | newA600                        | 222420                                                               | 1      | 2002                         | Oost-Vlaanderen                    | Ex-Van Mullem Autobussen 221907 |

### Andere landen
| Land      | Bedrijf         | Type | Serie  | Aantal | Jaar      | Inzet                   | Opmerking                                                               |
| --------- | --------------- | ---- | ------ | ------ | --------- | ----------------------- | ----------------------------------------------------------------------- |
| Luxemburg | CFL             | A600 | 41-44  | 4      | 1991      | Luxemburg               | Nr. 41 is in 2001 verkocht aan J. De Reys & Zn, rest afgevoerd/verkocht |
| Luxemburg | TICE            | A600 | 37-41  | 5      | 1992      | Kanton Esch-sur-Alzette |                                                                         |
| Luxemburg | TICE            | A600 | 48-52  | 5      | 1992      | Kanton Esch-sur-Alzette |                                                                         |
| Luxemburg | Voyages Wagener | A600 | B0511  | 1      | 1996-1997 | ??                      | Afgevoerd                                                               |
| Luxemburg | Voyages Wagener | A600 | B0646  | 1      | 1996-1997 | ??                      | Afgevoerd                                                               |
| Luxemburg | Voyages Wagener | A600 | B0802  | 1      | 1996-1997 | ??                      | Afgevoerd                                                               |
| Luxemburg | Voyages Wagener | A600 | B2016  | 1      | 1996-1997 | ??                      | Afgevoerd                                                               |
| Luxemburg | Voyages Wagener | A600 | WV2022 | 1      | 1996-1997 | ??                      | Afgevoerd                                                               |
| Luxemburg | Voyages Wagener | A600 | WV2023 | 1      | 1996-1997 | ??                      | Afgevoerd                                                               |
| Nederland | Lanting Reizen  | A600 | 2      | 1      | 1997      | Tourvervoer             | Ex-Wagener (LU)                                                         |
| Nederland | Lanting Reizen  | A600 | 7      | 1      | 1997      | Tourvervoer             | Ex-Wagener (LU)                                                         |